# Fernand Adriaenssens
Fernand Adriaenssens, né à Anvers le 16 août 1859 et mort dans la même ville en 1944, est un peintre belge.
Son champ pictural couvre essentiellement les paysages et les natures mortes. Il est, en 1883, l'un des membres fondateurs du cercle artistique Als ik Kan.

## Biographie

### Famille
Fernand (Ferdinandus Franciscus) Adriaenssens, né à Anvers, Saucierstraat, no 4, le 16 août 1859, est le fils de Cornelius Adriaenssens, maître voilier, (1828-1899), et d'Isabella Vander Veken (1826), tous deux natifs d'Anvers, où ils se sont mariés le 26 mai 1852. Fernand Adriaenssens épouse à Anvers le 9 septembre 1899 Maria Paulina Poel, native de Zelhem, Pays-Bas, le 10 avril 1868. 

### Formation
Une toile représentant une ferme en Angleterre, exposée en décembre 1885, laisse supposer un séjour du peintre en Grande-Bretagne.

### Carrière

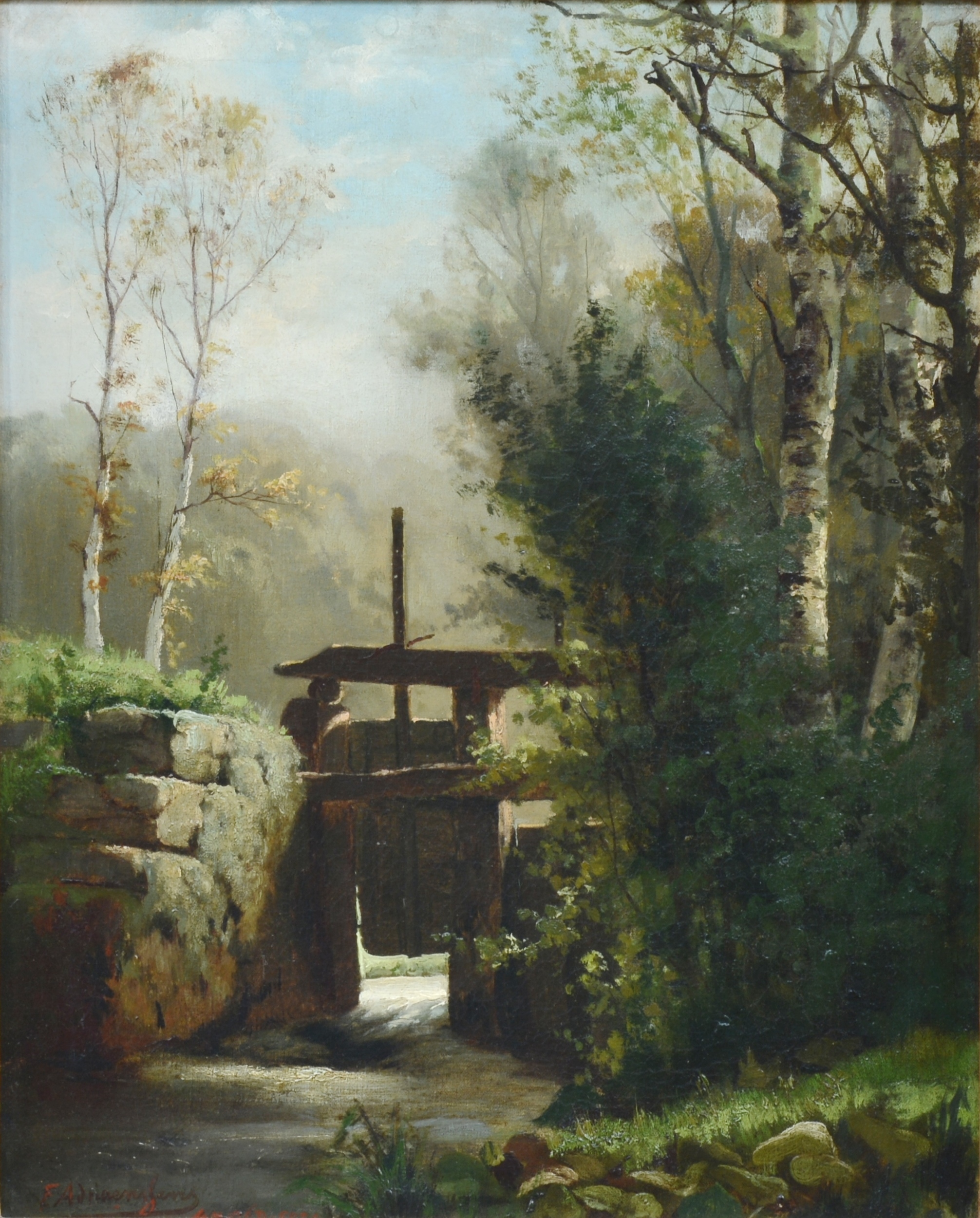
Petite écluse (1885 ?).

Fernand Adriaenssens est, en 1883, l'un des neuf membres fondateurs du cercle artistique Als ik Kan.
Il expose au Salon de Bruxelles de 1884 et au Salon d'Anvers de 1888. Depuis 1891, il réside Pothoekstraat no 102 à Anvers. Il y est toujours domicilié et sa profession est celle d'artiste peintre lorsqu'il se marie en 1899. Cependant sa carrière n'est plus documentée depuis 1892.
Fernand Adrianessens meurt, à Anvers, à l'âge de 85 ans en 1944.

## Œuvres

### Caractéristiques
Son champ pictural couvre essentiellement les paysages et les natures mortes.

### Expositions

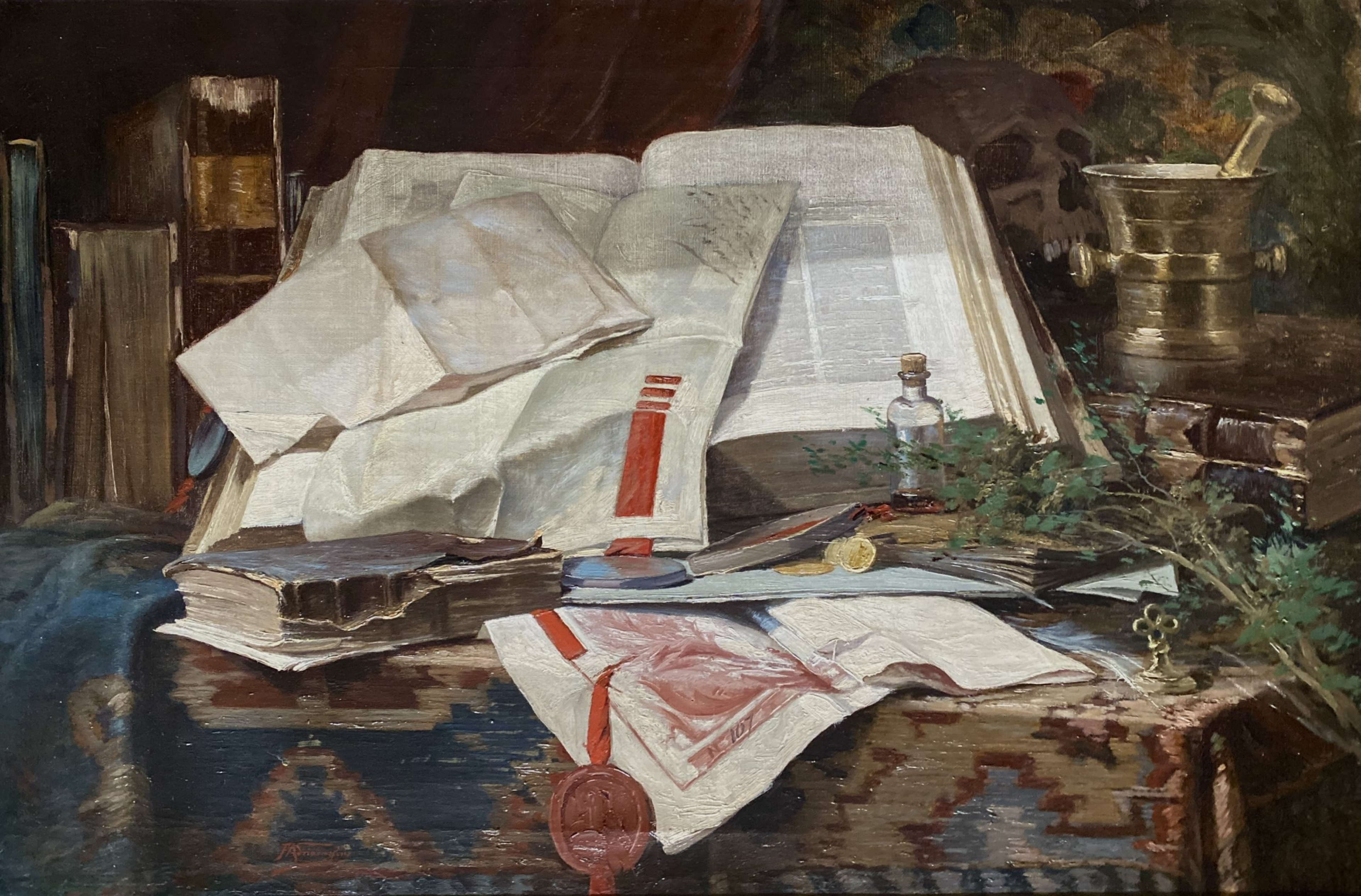
Nature morte aux livres.

#### Expositions triennales belges
- Salon de Bruxelles de 1884 : Étang et Une matinée dans les environs de Pailhe[5].
- Salon d'Anvers de 1888 : Un coin de bois, environs de Sept Fontaines et Crépuscule[6].
- Salon d'Anvers de 1891 : Crépuscule et Sortie de bois - Sept Fontaines[8].

#### Autres expositions belges
- Exposition de Als ik Kan (III) en août 1884 : Ouverture dans la forêt - Condroz et Vue de Pailhe[9].
- Exposition de Als ik Kan (IV) en décembre 1884[10].
- Exposition de Als ik Kan (V) en mai 1885 : un paysage destiné à la tombola[11].
- Exposition de Als ik Kan (VI) en octobre 1885 : L'Écluse du Hoyoux à Petit-Modave[12].
- Exposition de Als ik Kan (VII) en décembre 1885 : Une ferme en Angleterre et Après la pluie[3].
- Exposition de Als ik Kan (XII) en avril 1887 : des paysages[13].